# Torna Fort
Torna Fort, også kendt som Prachandagad, er et stort fort, der ligger i Pune i den indiske delstat Maharashtra.
Det har haft en stor historisk betydning, da det var det først fort, der blev erobret af kong Shivaji Maharaj i 1646, i en alder af 16, hvilket dannede kernen i Marathaforbundet. Bakkens top ligger 1.403 meter over havets overflade, hvilket gør det til det højeste bakkefort i distriktet.
Navnet er afledt af Prachanda (marathi for "stor" eller "massiv") og gad (marathi for "fort").